# Loi (Sängerin)

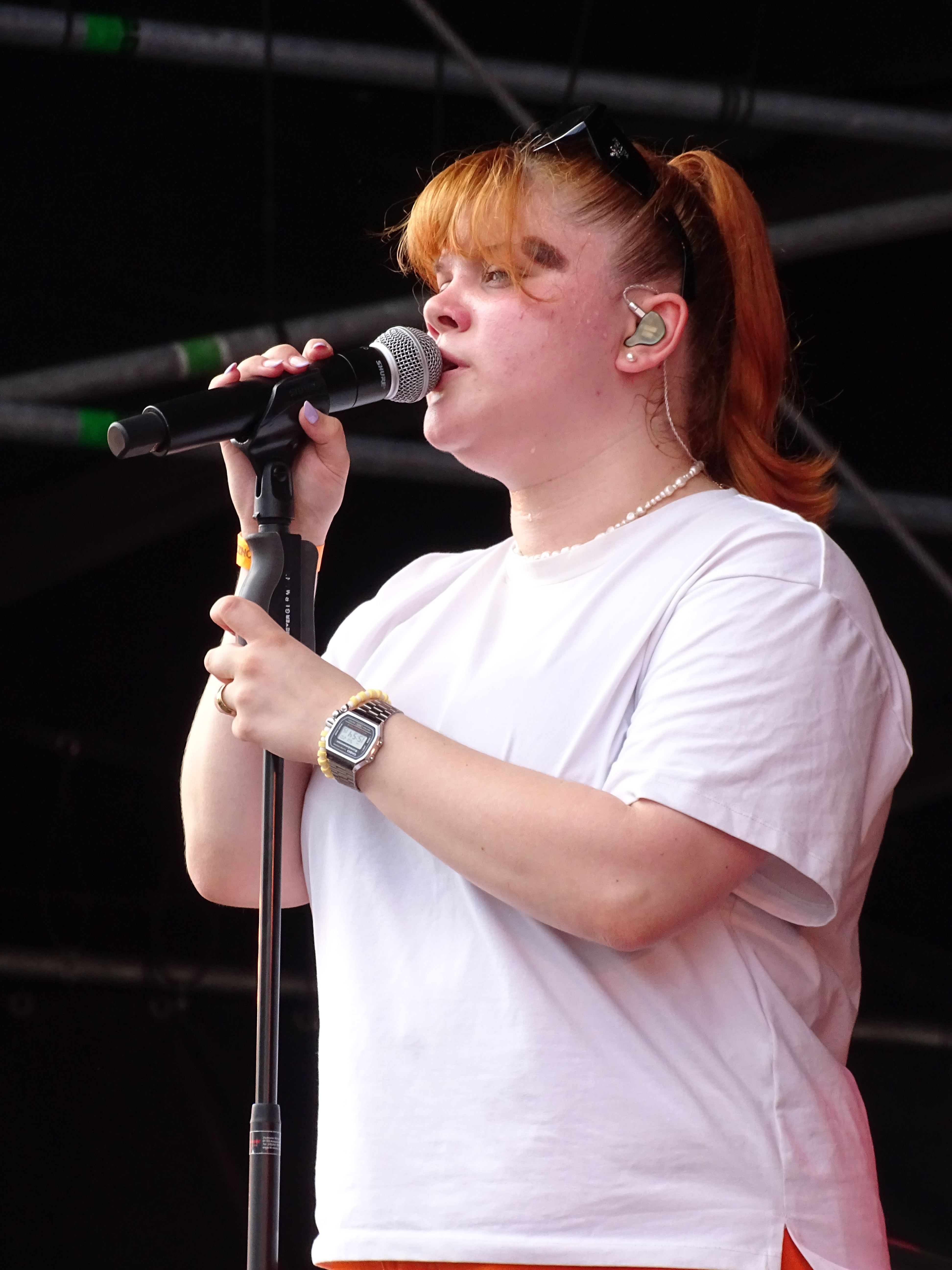
Loi (2023)

Loi (* 3. Juli 2002, eigentlich Leonie Greiner) ist eine deutsche Sängerin aus Mannheim.

## Leben
Loi trat erstmals bei dem Schulwettbewerb Starke Schule in Erscheinung, wo sie mit einem selbstgeschriebenen Lied in Baden-Württemberg Platz 1 und deutschlandweit Platz 2 belegte. 2017 trat sie als Kandidatin in der Show The Voice Kids auf. Dort kam sie ins Finale. Während des Abiturs begann sie, als Ausgleich mit TikTok zu experimentieren, und veröffentlichte Songs über ihren Kanal, darunter auch ein gesungenes Rezept für Pancakes. Dieses sowie eine Coverversion von Blinding Lights von The Weeknd machten ihren Kanal bekannt und sorgten dafür, dass sie 2021 mehr als 163.000 Follower hatte und etwa 1,3 Millionen Likes erhielt. Ihr Pseudonym basiert auf ihrem früheren Spitznamen „Leonie Löwenherz“. Er ist an die poetische Form „leu“ für Löwe angelehnt. Seit 2021 hat sie bei Warner Music Central Europe einen Vertriebsvertrag.
Am 2. April 2021 veröffentlichte sie ihre Debütsingle I Follow, die der Titelsong zum Kinofilm Ostwind – Der große Orkan wurde. Es folgten weitere Singles, wie Melody, Pick Up! und Bad Idea. Der Durchbruch gelang Loi mit der 2022 veröffentlichten Single Gold, welche Platz 4 in den deutschen, Platz 6 in den österreichischen, Platz 5 in den Schweizer und Platz 2 in den polnischen Airplay Charts erreichte. Außerdem platzierte sich die Single auf den Plätzen 35 der deutschen und 33 der österreichischen Singlecharts. 
Die siebte Single Am I Enough erschien am 17. November 2023 und erreichte in kurzer Zeit den 1. Platz der deutschen Airplay Charts.
Sie gewann 2024 die 11. Staffel von The Masked Singer.

## Diskografie

### Studioalben
- 2025: Left in Your Love

### Singles
- 2021: I Follow
- 2021: Melody
- 2021: Pick Up!
- 2021: Blinding Lights (Original: The Weeknd)
- 2022: Bad Idea
- 2022: Gold
- 2022: Snowman (Original: Sia)
- 2023: News
- 2023: Am I Enough
- 2024: The Way I Want It
- 2025: Get Lucky

## Auszeichnungen für Musikverkäufe
| Goldene Schallplatte - Frankreich - 2024: für die Single Gold - Polen - 2024: für die Single Gold |

| Land/RegionAuszeichnungen für Musikverkäufe (Land/Region, Auszeichnungen, Verkäufe, Quellen) | Gold     | Platin | Verkäufe | Quellen         |
| -------------------------------------------------------------------------------------------- | -------- | ------ | -------- | --------------- |
| Frankreich (SNEP)                                                                            | Gold1    | —      | 100.000  | snepmusique.com |
| Polen (ZPAV)                                                                                 | Gold1    | —      | 25.000   | olis.pl         |
| Insgesamt                                                                                    | 2× Gold2 | —      |          |                 |